# Edoardo Fortunato di Baden-Baden
Edoardo Fortunato (Londra, 17 settembre 1565 – Kastellaun, 8 giugno 1600) fu margravio di Baden-Rodemachern e Baden-Baden.

## Vita
Nato a Londra, era figlio del margravio Cristoforo II di Baden-Rodemachern e della principessa svedese Cecilia Vasa. Ricevette il suo nome dalla regina Elisabetta I d'Inghilterra, che fu sua madrina. Trascorse il suo primo anno di vita al palazzo di Hampton Court, in Inghilterra.
Quando suo padre morì nel 1575, diventò margravio di Baden-Rodemachern. Il suo tutore, il duca Guglielmo V di Baviera, gli impartì un'educazione cattolica e nel 1584 egli si convertì dal luteranesimo al cattolicesimo, come sua madre aveva già fatto.
Il conflitto tra cattolici e protestanti divideva la famiglia di Edoardo, e il 18 novembre 1589 egli ospitò un colloquio nel municipio a Baden per discutere le rivendicazioni relative del cattolicesimo (rappresentato da Johannes Pistorius), luteranesimo (rappresentato da Andrea e Jacob Heerbrand), e calvinismo, rappresentato da Schyrius, ma causò solo un irrigidimento dei diversi punti di vista.
Il 13 marzo 1591 a Bruxelles si sposò privatamente con Maria van Eicken (1569 – 21 aprile 1636), figlia di Joost van Eycken, governatore di Breda: il matrimonio fu regolarizzato soltanto il 14 maggio 1593, dopo che la coppia aveva già avuto una figlia. In tutto ebbero quattro figli, ma questi, a causa dello stato sociale inferiore di sua moglie non furono mai riconosciuti come suoi eredi dal margravio Ernesto Federico di Baden-Durlach, che gli succedette.
Nel 1587 fece visita ai suoi parenti in Svezia, e accompagnò suo cugino Sigismondo III Vasa, re della confederazione polacco-lituana e re di Svezia in Polonia e nel 1588 fu nominato da lui a capo delle dogane e delle miniere polacche. Quello stesso anno ereditò il Baden-Baden, riunendolo al Baden-Rodemachern. Tuttavia, egli trattò duramente i luterani e sperperò le risorse del territorio, mentre il suo matrimonio e i suoi figli non furono approvati dai suoi parenti. Nel 1594 Ernesto Federico di Baden-Durlach rilevò l'intero Baden-Baden, mentre i figli di Edoardo vennero reintegrati solo nel 1622, dopo la battaglia di Wimpfen, quando il loro cattolicesimo diede loro un vantaggio.)
Edoardo ereditò i debiti dai suoi genitori e li aggravò. Dopo aver perso il margraviato, visse in vari castelli e tentò di raccogliere denaro coniando moneta, e utilizzando l'alchimia e la magia nera: prese al suo servizio Paul Pestalozzi di Clavella e Mascarello di Chio da Padova e cercò di provocare danni contro il margravio Ernesto Federico infilzando spillette in un'effige di cera. Si dice anche che abbia cercato di uccidere il rivale per avvelenamento. Aveva forse anche sedotto la figlia del suo castellano a Yburg, causandone la morte e sarebbe stato perseguitato dal suo fantasma.
Nel 1597 fu mandato in Germania per reclutare mercenari per conto del governo spagnolo. Nel 1598 partecipò al tentativo del cugino Sigismondo di riconquistare la Svezia contro lo zio, il re Carlo IX e nella battaglia di Stångebro fu catturato e brevemente imprigionato dai danesi.
Morì nel 1600 nel castello di Kastellaun a seguito di una caduta da una scala di pietra, forse mentre era ubriaco.

## Figli
- Anna Maria Lucrezia (1592–1654)
- Guglielmo (1593–1677), in seguito margravio di Baden
- Ermanno Fortunato (1595–1665)
- Alberto Carlo (1598–1626)

## Ascendenza
|                                    |                     |                               | Genitori                     |  |  | Nonni |  |  | Bisnonni              |  |  | Trisnonni        |  |
|                                    |                     |                               |                              |  |  |       |  |  | Cristoforo I di Baden |  |  | Carlo I di Baden |  |
|                                    |                     |                               |                              |  |  |       |  |  | Cristoforo I di Baden |  |  | Carlo I di Baden |  |
|                                    |                     | Caterina d'Austria            |                              |  |  |       |  |  | Cristoforo I di Baden |  |  |                  |  |
| Bernardo III di Baden-Baden        |                     |                               |                              |  |  |       |  |  | Cristoforo I di Baden |  |  |                  |  |
|                                    |                     | Ottilia von Katzenelnbogen    | Filippo II di Katzenelnbogen |  |  |       |  |  |                       |  |  |                  |  |
|                                    |                     | Ottilia von Katzenelnbogen    | Filippo II di Katzenelnbogen |  |  |       |  |  |                       |  |  |                  |  |
|                                    |                     | Ottilia von Katzenelnbogen    | Ottilia di Nassau-Dillenburg |  |  |       |  |  |                       |  |  |                  |  |
| Cristoforo II di Baden-Rodemachern |                     | Ottilia von Katzenelnbogen    |                              |  |  |       |  |  |                       |  |  |                  |  |
|                                    |                     | Carlo I di Ligny              | …                            |  |  |       |  |  |                       |  |  |                  |  |
|                                    |                     | Carlo I di Ligny              | …                            |  |  |       |  |  |                       |  |  |                  |  |
|                                    |                     | Carlo I di Ligny              | …                            |  |  |       |  |  |                       |  |  |                  |  |
| Francesca di Lussemburgo-Ligny     |                     | Carlo I di Ligny              |                              |  |  |       |  |  |                       |  |  |                  |  |
|                                    |                     | …                             | …                            |  |  |       |  |  |                       |  |  |                  |  |
|                                    |                     | …                             | …                            |  |  |       |  |  |                       |  |  |                  |  |
|                                    |                     | …                             | …                            |  |  |       |  |  |                       |  |  |                  |  |
| Edoardo Fortunato di Baden-Baden   |                     | …                             |                              |  |  |       |  |  |                       |  |  |                  |  |
|                                    | Erik Johansson Vasa | Johan Kristiernsson Vasa      |                              |  |  |       |  |  |                       |  |  |                  |  |
|                                    | Erik Johansson Vasa | Johan Kristiernsson Vasa      |                              |  |  |       |  |  |                       |  |  |                  |  |
|                                    | Erik Johansson Vasa | Birgitta Gustavsdotter Sture  |                              |  |  |       |  |  |                       |  |  |                  |  |
| Gustavo I di Svezia                | Erik Johansson Vasa |                               |                              |  |  |       |  |  |                       |  |  |                  |  |
|                                    |                     | Cecilia Månsdotter Eka        | Magnus Karlsson Eka          |  |  |       |  |  |                       |  |  |                  |  |
|                                    |                     | Cecilia Månsdotter Eka        | Magnus Karlsson Eka          |  |  |       |  |  |                       |  |  |                  |  |
|                                    |                     | Cecilia Månsdotter Eka        | Sigrid Eskilsdotter Banér    |  |  |       |  |  |                       |  |  |                  |  |
| Cecilia Vasa                       |                     | Cecilia Månsdotter Eka        |                              |  |  |       |  |  |                       |  |  |                  |  |
|                                    |                     | Erik Abrahamsson Leijonhufvud | …                            |  |  |       |  |  |                       |  |  |                  |  |
|                                    |                     | Erik Abrahamsson Leijonhufvud | …                            |  |  |       |  |  |                       |  |  |                  |  |
|                                    |                     | Erik Abrahamsson Leijonhufvud | …                            |  |  |       |  |  |                       |  |  |                  |  |
| Margherita Leijonhufvud            |                     | Erik Abrahamsson Leijonhufvud |                              |  |  |       |  |  |                       |  |  |                  |  |
|                                    |                     | Ebba Eriksdotter Vasa         | …                            |  |  |       |  |  |                       |  |  |                  |  |
|                                    |                     | Ebba Eriksdotter Vasa         | …                            |  |  |       |  |  |                       |  |  |                  |  |
|                                    |                     | Ebba Eriksdotter Vasa         | …                            |  |  |       |  |  |                       |  |  |                  |  |
|                                    |                     | Ebba Eriksdotter Vasa         |                              |  |  |       |  |  |                       |  |  |                  |  |